# Øl, mørke og depresjon
Øl, mørke og depresjon är det norska black metal-bandet Den Saakaldtes debutalbum, utgivet 2008 av skivbolaget Eerie Art Records.

## Låtlista
1. "Gjenspeilingen av knuste minner" (instrumental) – 4:02
2. "Drikke ens skål" – 7:29
3. "Vandringen" – 7:28
4. "Øde" (instrumental) – 3:31
5. "Jag är den fallna" – 11:48
6. "Den sorgløse latterens sang" (instrumental) – 0:49

## Medverkande
Musiker (Den Saakaldte-medlemmar)
- Mikael Sykelig (Michael Siouzios) – gitarr
- Seidemann (Tor Risdal Stavenes) – basgitarr
- S. Winter – trummor
- Niklas Kvarforth – sång
- Honey Lucius (Ole Teigen) – keyboard, effekter

Bidragande musiker
- Rune Eide – trumpet

Produktion
- Mikael Sykelig – producent
- Rektor (Chris Ntaskas) – ljudtekniker, ljudmix
- Elin Strigå – foto
- Mina Helgrid Andersen – foto
- Kirsten Han – foto